# Lestiphorus bicinctus
Lestiphorus bicinctus ist ein Hautflügler aus der Familie der Crabronidae. 

## Merkmale
Die Wespe erreicht eine Körperlänge von 9 bis 11 Millimetern (Weibchen) bzw. 7 bis 9 Millimetern (Männchen). Der Lobus am Pronotum ist gelb gefärbt. Am zweiten Tergit des Hinterleibs befindet sich eine breite gelbe Binde. Diese beiden Merkmale unterscheiden die Art von der ähnlichen Lestiphorus bilunatus, die einen schwarzen Lobus besitzt und  am zweiten Tergit nur seitlich gelbe Flecken trägt.

## Vorkommen
Die Art ist in Süd- und Mitteleuropa verbreitet und besiedelt Waldränder und Lichtungen, kommt aber auch im menschlichen Siedlungsgebiet vor. Die Art fliegt von Juni bis Anfang September. Sie ist in Mitteleuropa verbreitet, war aber früher vielerorts selten. Mittlerweile wird sie vor allem auch im Siedlungsbereich des Menschen nachgewiesen. 

## Lebensweise
Die Weibchen legen ihre Nester im Boden an. Die Brut wird mit Schaumzikaden der Gattungen Philaenus und Aphrophora versorgt. Die Imagines kann man häufig beim Blütenbesuch an Pastinak (Pastinaca sativa) und Wald-Engelwurz (Angelica sylvestris) beobachten. 

## Belege